# De Nol
De Nol is een cultuurhistorisch belangrijk gebied dat zich bevindt ten westen van het dorp Wildert op het grondgebied van de Antwerpse gemeenten Essen en Kalmthout.
Dit gebied werd gevormd door de turfwinning, die hier plaats vond van de 14e tot de 18e eeuw. Diverse turfvaarten werden voor de afvoer van de turf gebruikt. Zo werd in 1358 de Oude Moervaart gegraven, gevolgd door de Roosendaalse Vaart en in 1719 de vertakkingsvaart. De turf werd via deze vaarten gebracht naar Roosendaal, Bergen op Zoom en Breda, waar de turf werd verhandeld.
De vaarten zijn nog deels als waterlopen te herkennen, maar ook is er open water ontstaan waar watervogels en amfibieën gebruik van maken en waar ook enkele zeldzame plantensoorten zijn te vinden.
Het gebied sluit in het zuidwesten aan bij de Kalmthoutse Heide.